# Ahsoka Tano
Ahsoka Tano es un personaje ficticio que aparece en la franquicia Star Wars. Presentada como la padawan jedi de Anakin Skywalker, es un personaje principal en la película animada de 2008 Star Wars: The Clone Wars y la serie de televisión posterior. Ahsoka reaparece en Star Wars Rebels, como cameo de voz en la película de acción en vivo de 2019 Star Wars: The Rise of Skywalker y como protagonista de la miniserie Tales of the Jedi. En estas producciones es interpretada por Ashley Eckstein.
Ahsoka es además la protagonista principal de la novela homónima que tiene a Eckstein narrando la versión de audiolibro. Ahsoka hizo su debut en imagen real en la segunda temporada de la serie de Disney+ The Mandalorian, interpretada por Rosario Dawson. Dawson repitió el papel en la serie derivada, The Book of Boba Fett y protagoniza su propia serie limitada, Ahsoka, en 2023.
Aunque inicialmente no gustó tanto a los fanáticos como a los críticos, Ahsoka se convirtió en un personaje más complejo y completo y finalmente llegó a ser uno de los personajes favoritos de los fanáticos. Sirviendo como contraste para Anakin Skywalker, ha sido destacada como un "personaje femenino fuerte" de la franquicia.

## Creación del personaje

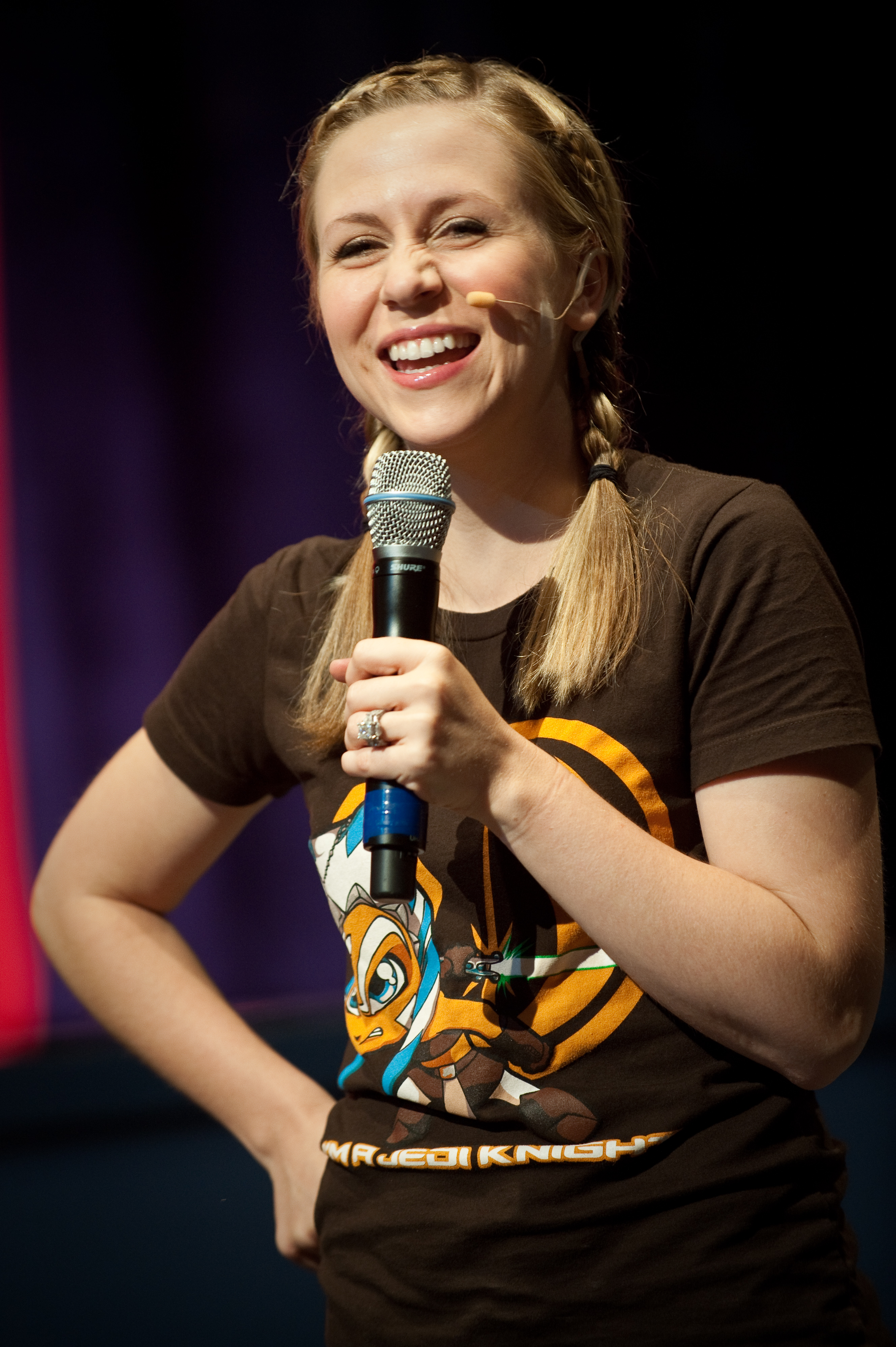
Ashley Eckstein en el Star Wars Weekends 2010.

### Concepto
Ahsoka se desarrolló para ilustrar cómo Anakin Skywalker se desarrolla desde el aprendiz padawan impetuoso e indisciplinado en Star Wars: Episodio II - El ataque de los clones (2002) hasta el Caballero Jedi más reservado en el Episodio III - La venganza de los Sith (2005). El creador de Star Wars, George Lucas, que tenía dos hijas, también quería que el personaje atrajera a las niñas. Al principio del desarrollo, el nombre de Ahsoka era "Ashla". Lucas la renombró en honor al antiguo emperador indio Ashoka; la ortografía fue luego alterada por el guionista Henry Gilroy.
El director supervisor y escritor de The Clone Wars, Dave Filoni, escribió una fábula sobre la primera infancia de Ahsoka para ayudar a desarrollar el personaje. Imaginó que el descubrimiento de que ella tiene "las cosas adecuadas" para convertirse en Jedi sería un motivo de celebración en su ciudad natal. Filoni dijo que protege al personaje de Ahsoka. 
Darle a Anakin la responsabilidad de un Padawan estaba destinado a colocar al personaje en un papel que lo obligaba a ser más cauteloso y responsable. También le daría una idea de su relación con su propio maestro, Obi-Wan Kenobi, y describiría cómo maduró su relación. La relación de Ahsoka y Anakin fue vista como un arco narrativo esencial que abarcaba tanto la película animada como la serie de televisión Clone Wars.

### Escritura
Filoni inicialmente tuvo problemas para escribir a Ahsoka porque no tenía "perspectiva cero" sobre cómo era ser una niña de 14 años. Él, por lo tanto, cambió su enfoque y en su lugar escribió a Ahsoka principalmente como un Jedi que resulta ser una mujer adolescente. Filoni dijo que "siempre ha tenido una historia en mente" para el desarrollo general de Ahsoka. Comenzó a pensar en la confrontación final entre Ahsoka y Vader desde que comenzó a escribir material para Ahsoka; diferentes iteraciones tenían diferentes finales, incluyendo uno en el que Vader mata a Ahsoka justo cuando ella abre su casco para revelar la cara llena de cicatrices de Anakin.
Ashley Eckstein, quien principalmente interpreta a Ahsoka, dijo que ella y los escritores sabían que el público inicialmente encontraba molesto al personaje y que había una "línea muy fina" entre Ahsoka siendo malcriada y volviéndose entrañable. Debido a que la producción se adelantó un año a lo que se transmitió, con Ahsoka desarrollándose durante ese tiempo, Eckstein imploró a los fanáticos que fueran pacientes con el crecimiento del personaje.
Aunque Ahsoka deja la Orden Jedi al final de la quinta temporada de The Clone Wars, la historia inicialmente tenía su regreso a la Orden. Filoni dijo que este sería el arco "normal" y le sugirió a Lucas que, en cambio, permaneciera expulsada; Lucas estuvo de acuerdo. Lucas creía que Ahsoka sobrevivió a la Orden 66, el comando que llevó al ejército de clones de la República a asesinar a los Jedi. 
Siempre se entendió que el personaje de Fulcrum introducido temprano en Star Wars Rebels era Ahsoka. Filoni, quien se desempeñó como productor ejecutivo y cocreador de Rebels, trabajó con Lucas para identificar qué sabría Ahsoka sobre el destino de Anakin. Filoni también colaboró con el productor ejecutivo Simon Kinberg y el productor ejecutivo de la primera temporada Greg Weisman en el desarrollo del papel de Ahsoka como agente rebelde. 
Los escritores del programa estaban emocionados por el regreso de Ahsoka en la segunda temporada, y Filoni estaba ansioso porque Rebels se convirtiera en "El show de Ahsoka Tano". En consecuencia, Filoni requirió que Ahsoka desempeñara un papel al servicio de los personajes principales de Rebels, Ezra Bridger y Kanan Jarrus; vio el nuevo papel de Ahsoka como similar al interpretado por Obi-Wan Kenobi en Star Wars. Aunque Ahsoka es más madura en Rebels, Filoni quería "aspectos de ese niño que estaba allí para brillar". Inicialmente, imaginó a Ahsoka como un "jugador pasivo" que no participaba en combate, pero luego decidió que era más apropiado ver a Ahsoka como una guerrera en un momento turbulento. La presencia de Ahsoka fue necesaria para permitir que Darth Vader se encontrara con los personajes principales del programa sin que estos últimos fueran destruidos; Ahsoka puede enfrentarse cara a cara con Vader.
Filoni cita la pasión de los fanáticos por el personaje como una de las razones de la prominencia de Ahsoka en Clone Wars and Rebels.

### Actuación de Voz
Eckstein dijo que Filoni quería que ella aportara algo de su propia personalidad al personaje de Ahsoka; dijo que sus acciones y su discurso entre las tomas de la audición le habían valido más el papel que la audición real. Una vez que comenzó la producción de The Clone Wars, Eckstein y los escritores tardaron unos seis meses en comprender a Ahsoka; en consecuencia, gran parte del diálogo de la primera mitad de la primera temporada se volvió a grabar para representar mejor al personaje. Eckstein también dijo que el personaje de Ahsoka se solidificó con la elección de Matt Lanter como Anakin, que ocurrió a la mitad de la primera temporada. 
Eckstein repitió el papel de Ahsoka para Rebels, aunque no hizo todo el trabajo de voz de Fulcrum. Se enteró del regreso de Ahsoka aproximadamente un año antes de que se emitiera el final de la primera temporada y dijo que era difícil mantenerlo en secreto. Eckstein dijo que Ahsoka desarrolló una confianza tranquila y una fuerza tranquila que el personaje más joven no posee, pero a veces interpretó a Ahsoka demasiado en serio; ella señaló que la "irregularidad" y la determinación siguen siendo parte de la personalidad de Ahsoka. Eckstein bajó un poco la voz pero, debido a que ella y Ahsoka ahora tenían una edad mucho más cercana, generalmente hablaba como ella misma. 
Desconocer las experiencias de Ahsoka entre The Clone Wars y Rebels a veces presentó desafíos para la actuación de Eckstein. Filoni evita dar a los actores detalles de la trama que podrían afectar inapropiadamente su actuación; por ejemplo, no le dijo a Eckstein si Ahsoka sobrevive a su duelo con Darth Vader para que Eckstein no transmita algo en su actuación que el personaje no sabría.

### Apariencia
El diseño de Ahsoka evolucionó durante tres años antes de su presentación en la película Clone Wars.  Su apariencia fue inspirada por San en Princess Mononoke. Ahsoka aparece inicialmente en lo que Wired llamó un "disfraz de top de tubo y minifalda". En la tercera temporada, Ahsoka y otros personajes recibieron nuevos disfraces. Filoni dijo que los cambios estaban destinados a acercar la estética del programa a la de Revenge of the Sith y fueron posibles gracias a técnicas de animación mejoradas. Para la séptima y última temporada de Clone Wars, el diseño de Ahsoka se modificó una vez más debido a las mejoras en la tecnología de animación. Su disfraz también se cambió a un color más azul grisáceo, similar a su apariencia Star Wars Rebels, que se emitió antes de la temporada.
Ahsoka a menudo usa un agarre de sable de luz inverso, similar al del personaje de la película japonesa Zatoichi. Junto con el cambio de vestuario en la tercera temporada de Clone Wars, Ahsoka también recibió un segundo sable de luz. En la séptima y última temporada, recibió nuevos sables de luz azules. 
La armadura de Ahsoka en Rebels se basa en un "aspecto pseudo-samurái " influenciado por fotografías de mujeres samuráis. La armadura debe parecer como si la hubiera encontrado en un antiguo templo Jedi, y las hojas incoloras de sus sables de luz indican que no es ni Jedi ni Sith. Filoni dijo que los sables de luz blancos parecen mucho mejores de lo que esperaba. Sus marcas faciales se cambiaron para mostrar que ha envejecido. Fue un "nuevo terreno" para que el equipo de producción cambiara el estilo de animación de Ahsoka para reflejar su edad avanzada. 

## Apariciones

### Películas

#### The Clone Wars (2008)
Ahsoka Tano fue presentada en la película animada Clone Wars de 2008 (sirviendo como piloto de la serie de televisión del mismo nombre) como una aprendiz padawan de 14 años, asignada por Yoda a Anakin Skywalker para enseñarle responsabilidad. Anakin está inicialmente frustrado por esta decisión. Sus primeras interacciones son "juguetonamente polémicas", con Anakin llamándola "Snips" (Sabionda, en español) por su actitud "cortina" y Ahsoka llamándolo "Skyguy" (Skyguito, en español) como un juego con su apellido.

#### The Rise of Skywalker (2019)
Ahsoka Tano hace un cameo de voz en la película Star Wars: The Rise of Skywalker como una de los Jedi del pasado que ayudan a la actual Jedi, Rey a levantarse y luchar contra el resucitado Darth Sidious. Eckstein volvió a dar voz al personaje de la película.

### Televisión

#### The Clone Wars (2008-2020)
Ahsoka es el personaje principal en seis de las siete temporadas de Star Wars: The Clone Wars. Ella es una padawan-comandante de la Legión 501 en el Gran Ejército de la República y continúa aprendiendo los caminos de los Jedi como aprendiz de Anakin. Los dos desarrollan un cariño mutuo, a veces asumiendo grandes riesgos para protegerse o salvarse mutuamente. Algunas de las acciones de Anakin tomadas por la preocupación por Ahsoka exponen sus tendencias más oscuras, como la tortura de los prisioneros que pueden saber su ubicación cuando desaparece. Ahsoka también encuentra la tutoría del Capitán Rex, un soldado clon con quien ella y Anakin sirven durante la guerra. Durante el arco final de la quinta temporada, Ahsoka es incriminada y encarcelada por una explosión mortal y un asesinato posterior, ambos cometidos por su amiga Barriss Offee. Aunque finalmente es exonerada de todos los cargos en su contra, Ahsoka se desilusiona con todo el Consejo Jedi por no haber confiado en ella desde el principio y deja la Orden Jedi en el final de temporada. 
Filoni dijo que un concepto final inicial para The Clone Wars habría tenido a Rex escapando de la Orden 66, y su presencia y la de Ahsoka en otro lugar habría explicado la ausencia de ambos personajes de La venganza de los Sith. Ahsoka regresa en la séptima y última temporada de The Clone Wars, que se emitió en 2020 en Disney+. Ella es el foco de dos de los tres arcos narrativos presentados en la temporada. El segundo, ambientado durante los eventos de La venganza de los Sith, la ve reuniéndose brevemente con Anakin y actuando como asesora del Capitán Rex (ahora ascendido a Comandante) de la Compañía de clones 332 (separada de la Legión 501) durante el asedio del planeta Mandalore para capturar el antiguo lord Sith Maul. Cuando se enfrenta a Maul, él revela que Darth Sidious tiene la intención de convertir a Anakin en su nuevo aprendiz y se ofrece a unir fuerzas para evitarlo, pero ella no le cree. Ahsoka derrota y captura a Maul, pero mientras esta en camino al planeta Coruscant, siente que su antiguo maestro está en problemas, aunque no sabe que ha caído al lado oscuro. Cuando se emite la siniestra Orden 66, los soldados clones de la Compañía 332 de Ahsoka, incluido el propio Rex, se rebelan en contra de ella, pero en ese momento Rex, lucha con todas sus fuerzas para desobedecer la orden mencionada a causa del chip inhibidor en su cerebro y entre lágrimas le pide a Ahsoka que huya rápido y busque el expediente del incidente del soldado clon Fives, antes de caer poseído por el embrujo del chip y ella consigue defenderse de la emboscada y escapar del puente de mando y logra quitar el chip de Rex que controla su cerebro, al tiempo que libera a Maul para crear una distracción. Ahsoka y Rex escapan del destructor estelar clase Venator en el que se encuentran antes de que se estrelle en una pequeña luna, donde entierran a todos los soldados clon fallecidos. Ahsoka también descarta uno de sus sables de luz antes de separarse de Rex. La escena final de la serie muestra a Darth Vader liderando un grupo de búsqueda en la luna y caminando hacia los restos de la nave. Se da cuenta del sable de luz azul de Ahsoka en el suelo, lo recoge y lo enciende por unos breves momentos, antes de irse con el sable en silencio.

#### Rebels (2014-2018)
Ahsoka es una agente rebelde secreta en la primera temporada de Star Wars Rebels, que tiene lugar 14 años después de que concluye The Clone Wars. Operando bajo el nombre en clave "Fulcrum", proporciona inteligencia y suministros a la tripulación Rebelde del Fantasma, mientras disfraza su apariencia usando una voz alterada y apareciendo como un holograma encapuchado. Su identidad se revela en el final de temporada.
Se convierte en un personaje recurrente en la segunda temporada, continúa ayudando a liderar un grupo de fuerzas rebeldes y trabajando con la tripulación del Fantasma, especialmente con sus miembros Jedi Ezra Bridger y Kanan Jarrus. Habiendo asumido que Anakin murió como la mayoría de los Jedi al final de las Guerras Clon, se siente abrumada al reconocer a su mentor bajo "una capa de odio" en Darth Vader. Más adelante en la temporada, una visión de Anakin la culpa por dejarlo y permitirle caer al lado oscuro. En el final de temporada, Ahsoka se enfrenta a Darth Vader dentro de un templo Sith en Malachor, lo que permite que sus amigos del Fantasma puedan escapar de Vader y la destrucción del templo con el holocron Sith. Cuando concluye el episodio, se muestra a un Darth Vader muy malherido y apenas caminando en el exterior del templo Sith, pero aun así con vida, mientras este es observado por un búho verde y blanco. El búho, anteriormente compañero de Ahsoka en el espectáculo y avatar de la Hija de Mortis, luego vuela de regreso al templo para presenciar cómo Ahsoka aparentemente camina más adentro de sus paredes dejando el destino de la togruta en un misterio sin resolver. Durante una entrevista con el creador Dave Filoni dijo que el destino de Ahsoka es ambiguo y "un poco abierto", aunque Eckstein creía que el personaje aún podría estar con vida.
En el episodio de la cuarta temporada, "Un mundo entre mundos", finalmente se revela el destino de Ahsoka. Resulta que Ezra, después de haber terminado en la dimensión del "Mundo entre mundos" dentro del templo Jedi en Lothal y guiado por el compañero convor de Ahsoka llamado Morai, saca a la togruta del clímax de su combate final con Darth Vader en el templo Sith en Malachor de hace dos años en el pasado, justo cuando Vader estaba a punto de darle el golpe mortal con su sable de luz rojo y así alterar su muerte. Momentos después, Ahsoka se despierta algo confundida sobre como llegó a dicha dimensión y se actualiza sobre lo que le ocurrió a la tripulación del Fantasma en los últimos dos años, mientras convence a Ezra de que no evite el destino de Kanan, ya que correría el riesgo de perder su propia vida y de paso crear una peligrosa paradoja de tiempo que podría dañar seriamente el espacio continuo del tiempo por su acto imprudente e insensato, además de que ella tampoco a estas alturas puede salvar la vida de su maestro Anakin Skywalker y su inevitable conversión al Lado Oscuro como Darth Vader porque sus acciones podrían trastornar para peor el flujo del tiempo. Sin embargo, el malvado Emperador Palpatine se aparece en este lugar por medio de uno de los portales y trata de obligar a Ezra y a la misma Ahsoka a entrar a su portal por medio flamas azules y de la magia negra Sith. Pero afortunadamente, Ahsoka ayuda a Ezra a escapar de este lugar y le ordena a Ezra que cuando regrese al portal por donde vino que sellara la entrada inmediatamente, para así evitar que el Emperador tenga el acceso abierto a esa dimensión y de paso impedir que este tenga control sobre el espacio continuo del tiempo, mientras que Ahsoka decide regresar (con Morai) a la línea de tiempo de la que vino, la cual ocurre momentos después del colapso del templo Sith en Malachor dos años en el pasado, prometiendo encontrar a Ezra y la tripulación nuevamente mientras esta se interna en lo profundo del templo Sith, confirmando su supervivencia previa. Un tiempo después, Ahsoka hace una aparición de regreso en el epílogo del final de la serie "Family Reunion and Farewell", regresando a Lothal luego de los eventos de la Batalla de Endor para unirse a Sabine Wren en su búsqueda para encontrar a Ezra, quien desapareció durante la liberación de Lothal, junto con el Gran Almirante Thrawn.

#### Tales of the Jedi (2022)
Ahsoka aparece en tres episodios de la miniserie animada Tales of the Jedi: uno que representa su nacimiento y su vida como una niña pequeña, otro que la muestra como padawan bajo la enseñanza de Anakin Skywalker y otro que adapta los eventos de la novela Ahsoka de 2016, que describe su vida después del eventos de la Orden 66 y antes de Star Wars Rebels.

### Series de Disney + (2020-presente)
Rosario Dawson expresó interés en interpretar a Ahsoka Tano a principios de 2017, con el apoyo de algunos fanáticos. En marzo de 2020, se informó que Dawson aparecería como el personaje en la segunda temporada de la serie Disney+, The Mandalorian. Ahsoka hizo una aparición en "Capítulo 13: El Jedi", el quinto episodio de la segunda temporada. Dawson repite su papel de Ahsoka en el "Capítulo 6: Del desierto viene un extraño" de El libro de Boba Fett. 
En diciembre de 2020, Lucasfilm anunció que Ahsoka obtendría su propia serie limitada en Disney+, titulada Ahsoka. Desarrollado por Jon Favreau y Dave Filoni, existe junto con The Mandalorian y The Book of Boba Fett a través de historias interconectadas que culminan en un "evento culminante de la historia", todas esta producciones se ambientan 5 años después de El regreso del Jedi. Dawson repite su papel de Ahsoka Tano en 2023.

##### The Mandalorian
Durante su búsqueda del Gran Almirante Thrawn, intenta liberar la ciudad de Calidan en Corvus de la ocupación imperial liderada por la magistrada Morgan Elsbeth, y se encuentra con el personaje principal, a quien Bo-Katan Kryze le dijo que la buscara para que pudiera entrenar a "El Niño". Al comunicarse con él a través de la Fuerza, se entera de que el nombre verdadero del niño es Grogu y que se crio en el Templo Jedi en Coruscant, antes de ser rescatado durante la Gran Purga Jedi y oculto por su propia seguridad, razón por la cual suprime sus poderes de la Fuerza. Al sentir un gran miedo en Grogu y una profunda conexión con el Mandaloriano, Ahsoka se niega a tomarlo como aprendiz, temiendo que pueda seguir el mismo camino oscuro que su antiguo maestro. Después de que el Mandaloriano la ayuda a liberar a Calidan, Ahsoka le dice que lleve a Grogu al Templo Jedi en Tython, donde podría comunicarse con otro Jedi a través de la Fuerza.

##### The Book of Boba Fett
Mientras visitaba la academia Jedi de Luke Skywalker, donde Grogu había comenzado su entrenamiento Jedi, ella se reúne con el Mandaloriano, quien vino a visitar a Grogu y le dio un regalo: una cota de malla beskar forjada por La Armera. Ahsoka aconseja al Mandaloriano que no vea a Grogu, ya que dificultaría su entrenamiento debido a las estrictas reglas de los Jedi contra los vínculos personales. El Mandaloriano sigue a regañadientes el consejo de Ahsoka, ya que ella se ofrece a entregar el regalo en su lugar. Después de que el Mandaloriano se va, Ahsoka le da la cota de malla a Luke, quien dice que no está seguro de si Grogu está completamente comprometido con el camino Jedi o no, y que no está seguro de cómo manejar ese hecho. Ahsoka le dice a Luke que ese rasgo le recuerda a su padre durante su aprendizaje con él siendo una joven Padawan y le aconseja seguir sus instintos al respecto antes de abandonar el planeta.

#### Ahsoka
Dawson retoma su papel en la serie Ahsoka, que es un spin-off de The Mandalorian y se centra en la búsqueda de Ashoka para encontrar al Gran Almirante Thrawn y Ezra Bridger. La acompañan Sabine Wren (Natasha Liu Bordizzo), Hera Syndulla (Mary Elizabeth Winstead) y el droide Huyang (con la voz de David Tennant).
En "Parte uno: Maestro y aprendiz", con la información que recibió de Elsbeth en Corvus, Ahsoka visita un antiguo templo de las Hermanas de la Noche y recupera el mapa de la ubicación de Thrawn. Alertada por el escape de Elsbeth y sin estar segura de cómo desbloquearlo, Hera recomienda reunirse con Sabine, revelando que anteriormente la entrenó como Jedi pero que se separaron en malos términos. Sabine intenta desbloquear el mapa por su cuenta en Lothal, pero es atacada por Shin Hati, una joven usuaria oscura al servicio de Elsbeth y su maestro, el ex-jedi Baylan Skoll; Ahsoka logra salvarla después de que Sabine sea apuñalada con el sable de luz de Hati.
En "Parte dos: Penuria y zozobra", Ahsoka vuelve a visitar la escena de la batalla y descubre un droide asesino, que se revela que fue diseñado en los astilleros de Corellia. Allí se reúne con Hera y descubre que trabajadores leales al Imperio construyeron un hiperpropulsor para Elsbeth. Mientras Ahsoka tiene un duelo con Marrok, un inquisidor sobreviviente, Hera coloca una baliza de rastreo en la nave que transporta el hiperpropulsor a Elsbeth. Luego regresa con Sabine, quien reconsiderando sus actitudes, le pide unirse a ella en la misión para buscar a Ezra y reanudar su entrenamiento, mientras espera la ubicación de la construcción.
En "Parte tres: Hora de volar", Ahsoka y Huyang entrenan a Sabine mientras viajan al planeta Seatos. Allí, descubren que Elsbeth ha estado ensamblando un enorme anillo hiperespacial para llegar a la ubicación de Thrawn en una galaxia distante. La nave de Ahsoka es emboscada por Hati, Marrok y otros agentes de Elsbeth, y apenas llegan a la superficie del planeta tras la oportuna intervención de una manada de Purrgil.
En "Parte cuatro: La caída de un Jedi", Ahsoka y Sabine luchan contra los droides de Elsbeth en la superficie del planeta y finalmente se encuentran con Shin y Marrok. Sabine se enfrenta a Shin, mientras Ahsoka se enfrenta a Marrok y finalmente lo mata, revelando que está imbuido de algún tipo de magia de las Hermanas de la Noche. Ahsoka busca el mapa intergaláctico para evitar que Elsbeth suba la trayectoria al anillo hiperespacial. Sin embargo, Baylan estaba vigilando el lugar y los dos se baten en duelo. Se las arregla para sacar el mapa del mecanismo de Elsbeth, pero esto le quema la mano y Baylan enfurecido la domina y la envía por un acantilado. Baylan convence a Sabine para que se una a ellos y les devuelva el mapa, y el anillo hiperespacial se lanza hacia su destino. Después de la caída, Ahsoka despierta en el Mundo Entre Mundos y ve la forma de su antiguo maestro, Anakin Skywalker.
En "Parte cinco: El guerrero de las sombras", Ahsoka se reencuentra con Anakin en el Mundo entre Mundos, quien la ha estado observando a través de la Fuerza y su derrota ante Skoll debido a su culpa por los eventos que los separaron. Al ver su pasado durante la Guerra de los Clones, le preocupa que su legado sea sólo de lucha. Creyendo que las enseñanzas de Anakin incluyen su legado como Darth Vader, inicialmente lo rechaza, decidida a no dejarse frenar por el pasado, lo que lleva a otro duelo entre ellos. Al comprender finalmente que ella no estuvo involucrada en la caída de Anakin al Lado Oscuro y que su legado es su propia elección, Ahsoka elige vivir y seguir luchando. Ahsoka es rescatada por la tripulación de Hera y a través de sus poderes, descubre que Sabine está con Skoll. Mientras Hera mantiene a raya a las fuerzas de la Nueva República, Ahsoka recluta a un grupo de Purrgils para llevarla a ella y a Huyang con Ezra y Sabine.
En "Parte seis: Un lugar muy, muy lejano", mientras viaja con Purgill, Ahsoka le dice a Huyang que sintió que Sabine se fue voluntariamente con Skoll. Huyang supone que el deseo de Sabine de encontrar a Ezra no le dejó otra opción.
En "Parte siete: Sueños y locuras", Ahsoka sigue su entrenamiento ante un holograma de Anakin, y al llegar, ella y Huyang son atacados por las fuerzas de Thrawn y se esconden en un campo de escombros. Ahsoka localiza a Sabine a través de la Fuerza y se dirige a la superficie del planeta. Al llegar, ella se encuentra con Skoll enfrentándose otra vez, y en un ataque de Huyang, Ahsoka escapa hasta reunirse con Sabine y Ezra en enfrentar a Hati y las tropas de Thrawn, luego de que ellos se retiraran.
En "Parte ocho: La Jedi, la bruja y el caudillo", Ahsoka, Sabine y Ezra son atacados por las naves de ataque de Thrawn, y al detenerlos su nave es dañada y se dirigen a la Quimera, que se ha acoplado al Ojo de Sion, al saber que van a escapar de esta galaxia. Al enfrentar a los Night Troopers, descubren que las Grandes Madres los resucitan después de matarlos. Ahsoka se enfrenta sola a Elsbeth, teniendo una espada de las Hermanas de la Noche de las Grandes Madres para enfrentarse a ella. Con la ayuda de Sabine, Ahsoka mata a Elsbeth, y ella y Sabine van a su nave con Huyang al escapar en detener a Thrawn, pero llegan demasiado tarde, por lo que tanto Ahsoka como Sabine y Huyang se quedan varados en esa galaxia, por lo que se unen a los Noti y establecen su nuevo hogar en el planeta Peridea, siendo vigiladas por el espíritu de Anakin.

### Otros medios
Filoni dijo que no quiere que se piense en Ahsoka como un personaje animado, sino como un personaje de Star Wars que puede existir "en todas las formas de medios". 
Ahsoka aparece en la serie web animada Star Wars Forces of Destiny,  en el episodio Touching Darkness del cómic de fanes Star Wars: Tales From The Far, Far Away, y como un personaje coleccionable y jugable en Disney Infinity 3.0. 
En Star Wars Celebration Europe 2016, Filoni, Eckstein y el miembro de Lucasfilm Story Group, Pablo Hidalgo, realizaron un panel sobre las "Historias no contadas" de Ahsoka que ocurren entre The Clone Wars y Rebels. 

#### Ahsoka(2016)
Star Wars: Ahsoka es una novela para adultos jóvenes de E. K. Johnston publicada en octubre de 2016. Está ambientada entre los eventos de The Clone Wars y Rebels, y hace varias referencias a "Untold Tales" de Ahsoka, cuyos elementos se adaptaron más tarde en el séptima temporada de The Clone Wars. Filoni estuvo muy involucrado en el desarrollo de la novela, y la portada de Jason P. Wojtowicz se basa en un boceto que Filoni creó varios años antes. Eckstein narra la versión del audiolibro. La novela estaba en la lista de los más vendidos del New York Times y en la categoría de tapa dura para adultos jóvenes alcanzó el número uno poco después del lanzamiento. La séptima temporada de The Clone Wars vuelve a contar varios eventos de la novela.

## Recepción
Después de su presentación, algunos críticos llamaron a Ahsoka molesta y predijeron que el personaje moriría antes de que terminara la serie The Clone Wars porque no aparece en Revenge of the Sith. Los Angeles Times llamó a Ahsoka un personaje "cuidadosamente calculado para ser lindo" en la película The Clone Wars.  Wired criticó la aparición "semidesnuda" de Ahsoka en las dos primeras temporadas de The Clone Wars, calificando su cambio de vestuario en la tercera temporada como "más apropiado". Blastr dijo que la inmadurez inicial de Ahsoka le da al personaje espacio para crecer, diciendo que se convierte en "un personaje completo y complejo en todos los sentidos".  La juventud de Ahsoka la ayudó a ser un personaje de punto de vista para los espectadores más jóvenes. io9 calificó el arco de desarrollo de Ahsoka como uno de los mejores aspectos de The Clone Wars , destacando el papel del personaje en la exploración de los matices de la guerra y los defectos de la Orden Jedi.  Según Tech Times, la maduración y el desarrollo de Ahsoka reflejan los del programa, y los productores eligieron sabiamente al hacer de Ahsoka el "punto de entrada" de la audiencia a The Clone Wars.  Chris Taylor calificó la decisión de Ahsoka de abandonar la Orden Jedi como "el suspenso más impactante del programa".  Ashley Eckstein fue nominada a los premios "Mejor interpretación vocal principal femenina en una serie de televisión - Acción / Drama" de 2012 y 2013 de Behind the Voice Actors. 
Mary Sue dijo que la relación de Ahsoka con Anakin es fundamental para comprender su desarrollo entre El ataque de los clones y La venganza de los Sith, y la publicación calificó a Ahsoka como un obstáculo para el crecimiento de Anakin. Blastr comentó que las interacciones de Anakin con Ahsoka ayudan a demostrar que es un Jedi poderoso y un héroe de guerra. Blastr también planteó la hipótesis de que la sensación de fracaso de Anakin cuando Ahsoka deja a los Jedi contribuye a su caída al lado oscuro;  io9 postuló que Anakin podría haber logrado reformar a los Jedi si Ahsoka se hubiera quedado con él.  io9 dijo que Ahsoka, más que Anakin, articula la guía moral en The Clone Wars.
Blastr identificó a Ahsoka como uno de los personajes más importantes de Star Wars, especialmente para las jóvenes que, hasta ese momento, no habían visto a una potente Jedi representada en la pantalla.  Erika Travis de la Universidad Bautista de California dijo que Ahsoka es "compasiva y femenina, sin estar abiertamente sexualizada".  Mara Wood llamó a Ahsoka un ícono feminista, y agregó que Ahsoka es uno de varios personajes que hacen que The Clone Wars sea superior a las trilogías originales y precuelas al representar mujeres fuertes.  Wood agregó que Ahsoka probablemente muestra el mayor crecimiento de cualquier mujer en el canon de Star Wars.